# 夢見るシャンソン人形
「夢見るシャンソン人形」（ゆめみるシャンソンにんぎょう、夢みるシャンソン人形、フランス語原題：Poupée de cire, poupée de son）とは、セルジュ・ゲンスブールが作詞作曲したフランスのポピュラー音楽である。
フランス・ギャルが最初に歌い、1965年にルクセンブルク代表として第10回ユーロビジョン・ソング・コンテストでグランプリを獲得したのをきっかけに、この歌は大ヒットしヨーロッパだけでなく中南米や日本でも人気を博した。
ギャル盤は日本では1965年8月10日に発売され、1か月半足らずで20万枚を売り上げた。ビートルズやエレキ・ブームの最中に大いに気を吐いた。
ギャルは岩谷時子の訳による日本語の歌詞で本作を録音し日本でシングル（B面はクロード・フランソワの「ドナ・ドナ・ドーナ」日本語版）とEP盤を発売（フランス語オリジナルも収録）し、このバージョンも日本でヒットした。またドイツ語やイタリア語・スペイン語の歌詞でも唄っている。他にも数多くの言語やアーティストによるカバーが存在する。
ベートーヴェン作曲のピアノソナタ第1番第4楽章Prestissimoから、旋律の一部が取られている。

## タイトル
この歌のタイトルは「蝋と音の人形」と訳されることが多い。フランス語では前置詞 “de” の後ろに広義の物質名詞が冠詞なしで置かれる場合、「de+名詞」は「素材・材料」を表す修飾句となるのが普通である。よって、前半の “poupée de cire” 「蝋を材料とする人形、蝋人形」の意味であるが、後半の “poupée de son” は通常「音を材料とする人形」と解するわけにはいかず、また「音の人形、音の鳴る人形」という意味にはならない。「音の人形」（音の鳴る人形）という意味にするならば “son” に冠詞（通常、定冠詞）を付ける必要があり、つまり “poupée du son” であるが、実際のこの歌の題は冠詞なしの “poupée de son” であるのでこの場合、“son” は「音」ではなく同音異義語の「ぬか、もみ殻」、広くは「（人形等の詰め物に用いる）木くず」をも意味する。つまり、後半の “poupée de son” は「詰め物をした人形」のことである。よって、タイトル全体は直訳すると「蝋人形、詰め物をした人形」となる。ゲンスブールが、フランス語では「音」と「詰め物（または「もみ殻」）」が同じ “son” であることを利用して語呂合わせをしていると言える。
その後発売されたフランス・ギャルのベスト盤CDでの対訳は『蝋の人形、ヌカの人形』と表記されている。ギャルのシングル盤が日本で初めて発売された時に対訳を担当した蒲田耕二は “poupée de son” を「音を出す人形」と訳したが、刷り上がった歌詞カードには「フスマを詰めた人形」と差し替えられていたため、「アイドルがこんな歌詞をうたうのは、当時のレコード会社（日本の）にとって常識外だったのだろう」と解釈した。「レコード歌手が自嘲気味にみずからを『音を出す人形』にたとえる歌詞も、大衆的ポップスというよりは、50年代の左岸派シャンソンの感覚だ」とも、蒲田は評している（同書）。

### ゲンスブールの歌詞とギャル
歌詞の一部を見ると人生経験も浅く、年も若いアイドルが恋愛について歌うのを揶揄する内容の詞を綴ったものである。
ギャルに与えた歌におけるゲンズブールの作詞を詳しく考察すると、他にも皮肉や嫌味が入っている歌があり、時としてそれは悪意の領域にまで達している。1966年に、同じくゲンスブールがギャルに提供した「Les sucettes」（邦題：アニーとボンボン）が著しい。
後年、ギャルは1960年代では「蝋人形、詰め物人形」の歌詞やタイトルに込められていた二重の意味に気付かなかったと述べ、後年は本作より距離を置き、歌うこともなくなったという。

## 主なカバー

### 各言語でのタイトル表記
- Io Sì, Tu No（イタリア語、「私はイエス、あなたはノー」）
- Das war eine schöne Party（ドイツ語、「すばらしいパーティだった」）
- Lonely Singing Doll（英語、「寂しい歌う人形」）
- Muñeca De Cera（スペイン語、「蝋人形」）
- Boneca de Cera, Boneca de Som（ポルトガル語、「蝋人形、音の人形」）
- Lille Dukke（デンマーク語、「小さな人形」）
- Det kan Väl Inte Jag Rå För（スウェーデン語、「しょうがない」）

### 日本以外のアーティスト
- スール・プリュ!
- トゥインクル
- Die Aeronauten
- ダニエル・ビダル
- クロード・フランソワ
- セリオン[7]
- ジェニファー・バルトリ[8]
- Gitte Hænning

### 日本のアーティスト

#### オリジナルと同時期に発表（競作）
- 弘田三枝子（日本語詞：岩谷時子。1965年8月、シングル「夜の太陽」のB面）
- 中尾ミエ（日本語詞：岩谷時子。1965年10月、シングル。1965年の『第16回NHK紅白歌合戦』で歌唱）
- 中山千夏（日本語詞：岩谷時子。1965年11月、ソノシート）
- 越路吹雪（日本語詞：岩谷時子。1965年、アルバム『恋ごころ』に収録。ギャルや弘田・中尾らが歌唱したものとは一部の歌詞が異なる）
- ミッチー・サハラ（日本語詞：岩谷時子。1966年1月、シングル「紅い、紅い花」のB面。後半部はフランス語で歌唱）
- 伊東ゆかり（日本語詞：岩谷時子。1966年、アルバム『ゆかりのニュー・ヒット・パレード』に収録）

#### その後のカヴァー
- 南沙織（日本語詞：岩谷時子。1971年12月、アルバム『潮風のメロディ』に収録）
- 小林麻美（日本語詞：岩谷時子。1973年2月、アルバム『落葉のメロディ』に収録）
- 浅田美代子（日本語詞：岩谷時子。1973年5月、アルバム『赤い風船』に収録）
- ミミ（日本語詞：岩谷時子。ミミ萩原）（1974年3月、アルバム『かわいいシャトン』に収録。後半部はフランス語で歌唱）
- 麻丘めぐみ（日本語詞：岩谷時子。1975年11月、アルバム『ベスト・コレクション'76』に収録）
- ザ・ピーナッツ（1975年のザ・ピーナッツ さよなら公演にて「ザ・ヒットパレード・メドレー」の1曲として披露し、そのときの音源がレコード・CD化されている）
- 石野真子（日本語詞：岩谷時子。1979年、アルバム『ベストヒットアルバム』、1981年、アルバム『MAKO PACK』に収録）
- ジューシィ・フルーツ（日本語詞：ちあき哲也。1982年7月、シングル。タイトルは「夢見るシェルター人形」）
- SUZY SUSIE（日本語詞：岩谷時子。1993年4月25日、シングル）
- ブリッジ（フランス語で歌唱。1993年11月10日、シングル）
- NICE MUSIC（英語で歌唱。英語詞：Alfred Birnbaum。1993年、シングル。タイトルは「LITTLE CHANSON DOLL」）
- 細川ふみえ（日本語詞：サエキけんぞう。1995年4月1日、ゲンスブール作品のトリビュート・アルバム『ゲンスブール・トリビュート'95』収録）
- チョコレート・ファッション（高嶋ちさ子）（1995年5月24日、アルバム『チョコレート・ファッション I』に収録）
- ゴーグルエース（日本語詞：カマチガク。2000年8月18日、ミニアルバム『Goggle-A covers Japanese(?) '60s cool songs』収録）
- 鮫島有美子（日本語詞：岩谷時子。2001年7月20日、アルバム『マイ・ウェイ〜青春のポップス』に収録）
- dolls（日本語詞：岩谷時子。2001年9月19日、シングル）
- Les MAUVAIS GARÇONNES（レ・モーヴェ・ギャルソンヌ）（2002年3月6日、アルバム『愛の賛歌』に収録）
- クミコ（日本語詞：サンプラザ中野。2002年11月20日、アルバム『愛の讃歌』に収録。タイトルは「夢見るシャンソン人形〜デジタル人（びと）編」）
- 松本英子（フランス語で歌唱。2003年1月8日、シングル「今年の冬／夢見るシャンソン人形」に収録）
- Licca（酒井彩名、あびる優、木南晴夏）（2003年3月26日、タイトルは「夢見るシャンソン人形〜今度逢うときはもっと〜」）
- 明和電機（2003年のパリ公演で演奏され、そのときの様子が2004年発売のDVD『メカトロニカ』に収録されている。歌詞の部分を人工声帯ロボットが歌っている）
- マイメロディ（声優：佐久間レイ）[9]（2005年。サンリオピューロランドのキャラクターショーで披露されることがある。サンリオピューロランド限定販売のCD『cuty pop』に収録された）
- 水橋舞（日本語詞：岩谷時子。2006年1月25日、ミニアルバム『夢見るシャンソン人形』に収録）
- Layla Lane（レイラ・レーン）（日本語詞：岩谷時子。2010年11月24日、アルバム『Happy Lane』に収録）
- 宮本佳那子（日本語詞：岩谷時子。2011年8月24日、アルバム『2011 はっぴょう会(4)　ラ♪ラ♪ラ♪ スイートプリキュア♪』に収録）
- JUJU（フランス語で歌唱。2015年11月18日、シングル「What You Want」に収録。セブン&アイ・ホールディングスの「Jean Paul GAULTIER FOR SEPT PREMIERES」CMソング
- 黒色すみれ（日本語詞：岩谷時子。2017年7月26日、アルバム『拾肆-14-』に収録）
- 森口博子
- キーウィ（コレナンデ商会）

## テレビ番組・CMへの起用
- べにすずめたちの週末（主題歌）
- 浅草橋ヤング洋品店（前述のSUZY SUSIEのカバーが1993年にエンディングテーマとして使われている）
- TRATTORIA menu26 三菱・ミニカ/ミニカトッポ（前述のブリッジのカバーが1993年にCMソングとして使われている）
- スズキ・MRワゴン（前述の松本英子のカバーが2002年にCMソングとして使われている）
- ソフトバンク（2008年末から2009年初頭にかけてのCMソングに使われている）
- サントリー（2011年から烏龍茶のCMソングに使われている）
- セブン&アイ・ホールディングス「Jean Paul GAULTIER FOR SEPT PREMIERES」（2015年、JUJUがフランス語でカバー、シングル「What You Want」収録）[10]

## その他
- 野本かりあの「ショコラに夢中」（テレビアニメ『シュガシュガルーン』オープニングテーマ、作詞：安野モヨコ、作曲：小西康陽）のモチーフ元である。
- 日本に於けるカバーでは、バンド演奏用に原曲を再現し編曲すると中尾ミエの音源に近い（この時の演奏はジャッキー吉川とブルー・コメッツ）。日本語詞の内容は細川ふみえの音源が原曲に近い（この時の日本語詞はサエキけんぞう）。
- 最も有名な訳詞（日本語詞）は岩谷時子のものだが、他にも複数の訳詞が存在する。フランス・ギャルの日本盤CDに鳥取絹子による対訳詞が収載されており、原詞の内容が辛辣であることが判る。岩谷の訳詞制作方針は岩谷の項目を参照。
- テレビアニメ『山ねずみロッキーチャック』（1973年、フジテレビ）の主題歌『緑の陽だまり』（作詞：中山千夏、作曲：宇野誠一郎、歌唱：ミッチーとチャタラーズ）は、当曲をモチーフにしたと言われている。作曲者の宇野は先述の岩谷と長年にわたり親交がある。
- 真梨幸子著の『殺人鬼フジコの衝動』（徳間文庫）のモチーフ元である。
- 千葉ロッテマリーンズ応援団が工藤隆人の応援歌として使用した（工藤退団後は未使用）。
- 清水エスパルス応援団が白崎凌兵の応援歌として2018年に退団するまで使用し、清水復帰後の2022年以降も再度使用している。
- FC東京応援団が松木玖生の応援歌として2023年から使用している。
- ルクセンブルクの2025年大会の代表曲『La poupée monte le son』はこの曲に敬意を表したものである[11]。